# Wólka Łańcuchowska
Wólka Łańcuchowska [pronunciación en polaco: /ˈvulka waɲt͡suˈxɔfska/] es un pueblo en el distrito administrativo de Gmina Milejów, dentro del condado de Łęczna, voivodato de Lublin, en el este de Polonia. Se encuentra a unos 4 kilómetros al sur de Łęczna y 24 kilómetros al este de la capital regional Lublin.
El pueblo tiene una población de 248 habitantes.